# Espinhosela
Espinhosela es una freguesia portuguesa del municipio de Braganza, con 35,96 km² de superficie y 305 habitantes (2001). Su densidad de población es de 8,5 hab/km².
Comprende los pueblos de:
- Espinhosela (sede de la freguesia)
- Cova de Lua
- Terroso
- Vilarinho